# Lori March
Lori March (* 6. März 1923 in Hollywood, Los Angeles, Kalifornien, als Lori von Eltz; † 19. März 2013 in Redding, Connecticut), verheiratete Lori March Scourby, Lori March Taubman und Lori March Williams, war eine US-amerikanische Schauspielerin. Sie war vor allem bekannt durch Rollen in TV-Seifenopern.

## Leben
Lori von Eltz wurde als Tochter des Schauspielers Theodore von Eltz und der Drehbuchautorin Peggy Prior geboren. Als die Eltern sich 1928 scheiden ließen, kam es zu einem erbitterten Sorgerechtsstreit, in dessen Folge Lori und ihr Bruder Ted in einem Pflegeheim untergebracht wurden. Nach der Heirat der Mutter mit dem Schriftsteller und Drehbuchautor Joseph Moncure March wurde Lori von diesem adoptiert und nahm seinen Nachnamen an. Sie besuchte die Beverly Hills High School. 1939 ging sie nach New York City. Dort lernte sie an der Schauspielschule HB Studio. Im Jahr 1940 trat sie erstmals auf der Bühne auf.
1943 lernte sie Alexander Scourby kennen, einen zehn Jahre älteren Schauspieler, der sich bereits als Sprecher von Hörbüchern und im Radio einen Namen gemacht hatte; bis heute bekannt ist vor allem seine Komplettaufnahme der King James Bible, die 1966 veröffentlicht wurde. Alexander Scourby und Lori March heirateten am 12. März 1943. Nach der Geburt ihres einzigen Kindes, der Tochter Alexandra, unterbrach March ab 1944 für mehrere Jahre ihre Karriere und begnügte sich mit der Rolle als Hausfrau und Mutter. Das Ehepaar hatte ein Apartment in New York City sowie ein Haus in Connecticut, wo March sich ihrer großen Leidenschaft, dem Gärtnern, widmen konnte.
Ab 1952 trat March in Gastrollen in Fernsehserien auf, so erstmals in einer Folge von Manhunt. Es folgten Auftritte in The Adventures of Ellery Queen, Men against Crime, Justice, Alfred Hitchcock Presents und Perry Mason; in letzterer Serie spielte sie zweimal Mordverdächtige, die vom Titelhelden vor Gericht vertreten werden. Sie erschien auch häufiger in damals sehr populären und oft live übertragenen TV-Dramen, die auf Bühnen- und Filmstoffen beruhten oder eigens für diesen Zweck geschrieben worden waren und als „Anthology Series“ unter Titeln wie Robert Montgomery Presents, The United States Steel Hour oder Armstrong Circle Theatre in Serie ausgestrahlt wurden. Hinzu kamen gelegentliche Auftritte auf Broadway- oder Off-Broadway-Bühnen, etwa als Zweitbesetzung der Olivia in Der Kreidegarten (The Chalk Garden, 1955/1956) von Enid Bagnold, und in den zwei Spielfilmen Menschenraub (in dem auch ihr Ehemann mitwirkte) und Lovers and Lollipops (beide 1956). Von 1956 bis 1958 verkörperte sie die Rolle der Lenore Bradley in der CBS-Seifenoper The Brighter Day.
Größere Bekanntheit erreichte die 1960 erstmals ausgestrahlte Folge „Third from the Sun“ der Serie Unglaubliche Geschichten (Twilight Zone), in der March die auf einer Militärbasis lebende Gattin eines Soldaten (dargestellt von Fritz Weaver) spielt, die mit diesem und einem anderen Paar plant, ein Raumschiff zu stehlen, um einem auf der Erde drohenden Atomkrieg zu entkommen.
Von 1964 bis zur Einstellung der Serie im Jahr 1974 spielte March die Rolle der Valerie Hill Ames Northcote in der CBS-Seifenoper The Secret Storm, wobei Alexander Scourby mehrere Jahre auch ihren TV-Ehemann verkörperte. Danach trat sie vornehmlich in kleineren Theatern in Connecticut und New York auf, auch hier wiederholt an der Seite ihres Gatten. Sie übernahm weiterhin Rollen in TV-Seifenopern, so von 1977 bis 1979 als Adele Huddleston in Liebe, Lüge, Leidenschaft (One Life to Live) sowie mit kürzeren Auftritten in Search for Tomorrow (1977), The Edge of Night (1979), Springfield Story (Guiding Light, 1987) und Another World (1988), ihre letzte Fernsehrolle. Ihr langjähriges Mitwirken in Seifenopern brachte March die Bezeichnung „First Lady of Daytime Television“ ein. 
Sie war dreimal verheiratet und überlebte alle ihre Ehemänner. Nach dem Tod von Alexander Scourby im Jahr 1985 heiratete sie 1988 den Schriftsteller sowie Musik- und Theaterkritiker Howard Taubman (1907–1996) und 1996 Milton L. Williams (gestorben 2008), der in leitender Funktion in der Werbebranche tätig war.
Lori March starb am 19. März 2013, kurz nach ihrem 90. Geburtstag, friedlich in ihrem Haus in Redding, Connecticut, im Schlaf.

## Filmografie

### Spielfilme
- 1956: Menschenraub (Ransom!), Regie: Alex Segal
- 1956: Lovers and Lollipops, Regie: Morris Engel und Ruth Orkin

### Fernsehserien (Auswahl)
- 1952: Manhunt
- 1952: The Adventures of Ellery Queen
- 1953: Three Steps to Heaven
- 1955: Justice
- 1956: Star Tonight
- 1956–1958: The Brighter Day
- 1958: Alfred Hitchcock Presents
- 1958–1964: Perry Mason (5 Folgen)
- 1959: Border Patrol
- 1960: Unglaubliche Geschichten (The Twilight Zone), Folge „Third from the Sun“
- 1960: Kein Fall für FBI (The Detectives)
- 1962: The Tall Man
- 1964–1974: The Secret Storm
- 1977: Search for Tomorrow
- 1977–1979: Liebe, Lüge, Leidenschaft (One Life to Live)
- 1982: Texas
- 1984: Another Life
- 1987: Springfield Story (Guiding Light)
- 1988: Another World